# چوب‌خزک نوک‌شمشیری
چوب‌خزک نوک‌شمشیری (نام علمی: Drymornis bridgesii)، گونه‌ای از پرندگان در زیرخانواده Dendrocolaptinae از خانواده پرندگان مرغان تنورساز (Furnariidae) است که در آرژانتین، بولیوی، برزیل، پاراگوئه و اروگوئه یافت می‌شود.